# 瓦爾克斯霍夫魏爾格拉本河
49°04′55″N 10°57′46″E / 49.082074°N 10.962766°E
瓦爾克斯霍夫魏爾格拉本河是德國的河流，位於該國東南部，由巴伐利亞負責管轄，屬於施瓦本雷扎特河的左支流，河道全長1.3公里，流域面積1.2平方公里，流經埃林根。